# Aleksis Karel
Aleksis Karel (фр. Alexis Carrel; Sent Foa le Lion, 28. jun 1873 — Pariz, 5. novembar 1944) bio je francuski hirurg, biolog i eugeničar — koji je verovao u ideju da genetski fond ljudske rase može biti poboljšan eliminisanjem slabijih i reprodukcijom jakih. Dobitnik je Nobelove nagrada za fiziologiju ili medicinu 1912. godine.

## Život i karijera
Rođen je u Sent Foa le Lion, predgrađu Liona, kao sin trgovca Alekisa Karela i njegove žene Ane (Anne Ricard). Školovao se u Lionu u kome je promovisan za doktora medicinskih nauka 1900. godine. Iste godine postao je docent za anatomiju i hirurgiju na Medicinsko. Fakultetu Univerziteta u Lionu.
Nakon što je u sklopu hodočašća posetio Lurd 1903. godine, Karel je od agnostika postao katolk, smatrajući molitvu najvećim oblikom energije — ili snage jednako stvarne poput sile zemljine ravnoteže. Karel je na hodočašću u Lourdu, bio svedok čudotvornog ozdravljenja 17-to godišnje devojke obolele od tuberkuloznog peritonitisa. Njegovo izveštaj o tome izazvao je lavinu kritika njegovih kolega, koji su mu zamerali lakovernost i paranaučni pristup, ali i crkva, zbog njegove skeptičnosti. Kako mu je zbog toga naučna karijera dovedena u pitanje, Karel je odlučio da napustiti Francusku i otputuje prvo u Kanadu.
Potom se seli u SAD, gde je nastavio sa svojim istraživanjima od 1904. godine na odseku fiziologije Univerziteta u Čikagu. U Čikagu je, u suradnji s Charlesom Guthriem, unapredio svoju tehniku vaskularnih anastomoza. Koristeći još finije igle i konce za šavove razvio je sopstvni izum — triangulacijsku tehniku kod anastomoza manjih krvnih sudova i usavršavao evertirajuću tehniku anastomoziranja. Iz zajedničkog rada Karela i Guthriea (koji je trajao tokom 22 meseca) proizašao je čak 21 objavljen članak iz oblasti vaskularne hirurgije.
Od 1906. do 1912. radio je u laboratoriji i bavio se eksperimentalnom hirurgijom u Rokefelerovom Institutu za medicinska istraživanja (engl. Rockefeller Institute for Medical Research) u Njujorku. Inače, ovaj institut bio je „raj” za naučnike koji su tu mogli da ostvaruju svoje snove, bez obaveza da slede zahteve kliničke prakse.
Dvadesetih godina 20. veka Karel je istovremeno radio i u Francuskoj i SAD (na Univerzitetu u Čikagu i Rokefelerovom Institutu).
Nakon što je objavio prvi naučni rad 1902. godine, razvio je nove tehnike za šivenje krvnih sudova i postao pionir u transplantaciji organa i torakalnoj hirurgiji. To nije ostalo nezapaženo i 1912. godine dobio je Nobelovu nagradu za medicinu, za pionirski rad u novoj tehnici ušivanja krvnih sudova. On je tako postao ne samo prvi hirurg koji je dobio Nobelovu nagradu, već i najmlađi dobitnik u istoriji te nagrade, sa 39 godina života.
Bio je član mnogih naučnih društava u SAD, Španiji, Rusiji, Švedskoj, Holandiji, Belgiji, Francuskoj, Vatikanu, Nemačkoj, Italiji i Grčkoj, i nosilac mnogih počasnih doktorata poznatih univerziteta — Kraljevskog univerziteta u Belfastu, Univerziteta Princeton, Kalifornija, Njujorku, Univerziteta Brown i Univerziteta Kolumbija.
Po odlasku u mirovinu 1939. godine Karel se vratio u Francusku. Za vreme nemačke okupacije
Fancuske u Drugom svetskom ratu, po odluci kvislinške vlade u Višiju, postavljen je na čelo jednog instituta. Nakon oslobođenja Francuske smenjen je sa svih dužnosti, a protiv njega započeta je istraga, o njegovoj saradnji sa nacistima, ali je preminuo pre održavanja suđenja.
Preminuo je u Parizu 5. novembra 1944. godine, u 71 godini života.

## Delo

### Paranaučni rad
Osim naučnih, Karel je imao i druga interesovanja. Recimo, verovao je u spiritizam i sposobnost vidovnjaka da kontaktiraju mrtve. Bio je ubeđen da je duša besmrtna i smatrao je da nema razloga da i naša tela ne žive večno. Njegove rane ideje o “igranju Boga” uključivale su i propao pokušaj oživljavanja 3.000 godina stare egipatske mumije.
Od kad je prešao u katolicizam Karel je veličao delotvornost „naučnog posta” u slučaju ljudi koji žele da smršaju, boluju od artrtisa, visokog krvnog pritiska, povišenog holesterola ili psihičkih poremećaja, poput šizofrenije. Iako čvrst pristalica „naučnog posta” on je i odvraćao pacijente od praktikovanja posta u više okolnosti i naročito ga nije preporučivao: trudnicama, ženama neposredno posle porođaja, deci, osobama kod kojih je došlo do perforacija čira, oboljenja krvi, mozga ili srca, naročito kada postoje predispozicije za trombozu, kao i osobama sa oboljenjima bubrega, jetre i obolelima od raka.

### Eksperimentalni rad
Antiseptički rastvor
U toku Velikog rata za vreme službe u francuskoj vojsci proizveo je poseban antiseptični rastvor za čišćenje ratnih rana (Carrel-Dakinov rastvor). Po završetku rata vratio se u SAD, i posvetio eksperimentima na srcu, u okviru kojih je učinio prvi aortokoronarni bajpas na psu.
Perfuzija organa
U nastavku svog istraživanja proučavao je perfuziju organa i zajedno sa avijatičarem Čarlsom Lindbergom konstruirao je perfuzijsku pumpu, koja mu je pomogla u istraživanju kako oboleli organi mogu biti privremeno uklonjeni iz tela zbog „popravke”, a onda ponovo vraćen u tell na svoje mesto. Naime da bi organe održao u životu dok su van tela, Karel je razvijao tehniku zvanu “perfuzija” (držanje organa u staklenoj komori i njegovo veštačko „pumpanje” krvlju). No, kako su njegovi eksperimenti sa tiroidnim žlezdama mačaka, pasa i pilića bili neuspešni zbog bakterijske kontaminacije genije mehanike Čarl Lindbergha mu je dizajnirao specijalnu perfuzionu pumpu koja je isključila mogućnost infekcije. Ovaj napredak bio je ključan za razvoj otvorenih operacija na srcu i transplantacije organa. Time je on postavio temelje za veštačko srce koje je kasnije postalo realnost.
Transplantacija organa
Karel je 1902. godine, prvu autotransplantaciju psećega bubrega (koji je odmah započeo
izlučivati mokraću), obavio na vratu eksperimentalne životinje. Kao i njegov prethodnik Emerich Ullmann, Karel je takođe krvne sudove bubrega anastomozirao na karotidnu arteriju i jugularnu venu. Kako je, ureter anastomozirao na jednjak. životinja je uginula nakon nekoliko dana zbog infekcije. Tek 1905. godine objavio izvještaj o toj transplantaciji. Osim bubrega Karel je uspešno transplantirao i druge organe: štitnjaču, nadbubrežnu žlezdu, jajnik, slezenu, creva, srce, srce s plućima, a izvršio je i uspešnu reimplantaciji udova kod psa.
Kada je Karel shvatio da nakon anastomoziranja do tromboze krvnog suda najčešće dolazi na spoju manje arterije na onu veću, uporebom patcha aorte pošlo mu je za rukom da je značajno smanji
opasnost od tromboze. Karelov patch se i danas rutinski upotrebljava u vaskularnoj i transplantacionoj hirurgiji.
Karel je brzo shvatio kako osim hirurške tehnike, na uspeh transplantacije utiče još nešto, što je nazvao „biološkom stranom transplantacije“. To je zaključio na temelju rezultata autotransplantacije i homotransplantacije.  Nakon autotransplantacije bubrezi su funkcionisali danima, a jedan je bubreg izlučivao mokraću čak dve i po godine. Međutim, nakon homotransplantacije diureza je u pravilu prestajala nakon samo nekoliko dana i eksperimentalne životinje su umirale od uremije. U eksperimentalnim životinja s homotransplantacijom i funkcionirajućim sopstvenim bubrezima transplantirani je bubreg nakon određenoga vremena atrofirao. Na osnovu rezultata svojih eksperimenta zaključio je kako je neki biološki faktor odgovoran za nefunkcionisanje transplantata kod homotransplantacije. Danas znamo kako su to bili imunološki razlozi, tj. HLa nepodudarnost uz verovatnu ABO inkompatibilnost.
Kultura tkiva
Karel je zaslužan i za razvoj tehnike kulture tkiva. Jedan od njegovih eksperimenata bilo je i stavljanje dela srca embriona pileta u hranljivu sredinu, u posudu posebnog dizajna, a svakih 48 sati veličina tkiva bi se udvostručila. Tkivo je tako nastavilo da raste narednih 20 godina…

## Bibliografija
- „On the experimental surgery of the thoracic aorta and heart”. Annals of Surgery. 52: 83—95. 1910..
- „Anastomose bout a bout de la jugulaire et de la carotide primitive.”. Lyon Med. 99: 114. 1902..
- „Presentation d’un chien porteur d’une anastomose arterioveineuse”. Lyon Med. 99: 152. 1902..
- „Guthrie cc. functions of a transplanted kidney”. Science. 22: 473. 1905..
- „Doppelte Nephrektomie und reimplantation einer Niere.”. Arch Klin Chirurg. 88: 379—411. 1909..
- „Remote results of the replantation of the kidney and the spleen”. J Exper Med. 12: 146. 1910..
- „The ultimate result of a double nephrectomy and the replantation of one kidney”. J Exper Med. 14: 124. 1911..
- „The transplantation of organs”. New York Med J. 99: 840. 1914..
- „The surgery of blood vessels”. Johns Hopkins Hosp Bull. 18: 18. 1907.

## Spoljašnje veze
- „Heroj ili leteći – Frankeštajn?”. Архивирано из оригинала 24. 05. 2018. г.
- „History Of Renal Transplant”. Архивирано из оригинала 12. 05. 2018. г.